# شريطية الفروع
شريطية الفروع (الاسم العلمي:†Taeniocradaceae) هي فصيلة منقرضة من النباتات الخضراء تتبع رتبة شريطيات الفروع.

## التصنيف
- شعيبة †النباتات الرينية
  - الطائفة †الرينيانية
    - رتبة †شريطيات الفروع
      - فصيلة †شريطية الفروع
        - جنس †مشرَّطة الفروع